# Culter
Mit Culter (cultri m.) wird im Lateinischen allgemein das Messer bezeichnet.
So ist etwa die Bedeutung als Jagd-, Schlachter-, Küchen-, Scheermesser, oder auch Pflugschar  belegt. Im Speziellen aber ist mit culter ein Überbegriff für das römische Opfermesser gemeint.  Der mit der Tötung beauftragte Opferdiener (Victimarius) wurde nach dem Messer als Cultrarius bezeichnet.
Die Forschung geht davon aus, dass mit culter, neben der allgemeinen Kennzeichnung als Opfermesser, zusätzlich auch innerhalb dieser noch ein ganz bestimmtes Messer bezeichnete:  Da das Tier beim römischen Opfer schon vor der eigentlichen Tötung mit Hammer oder Axt betäubt wurde, war der culter kein langes Stichinstrument wie etwa das griechische Opfermesser, die Machaira (μάχαιρα). Vielmehr hatte der culter eine scharfe Spitze und eine relativ kurze, oftmals leicht konvexe Klinge, die sich nach hinten zum Heft hin verbreiterte. Hierdurch ergab sich beim Stich in die Halsschlagader zugleich ein tiefer Schnitt, der das Ausbluten gewährleisten konnte. Diese dreieckige Form der Klinge ist uns bildlich etwa am kleinen Fries der Ara Pacis überliefert.